# Scrib

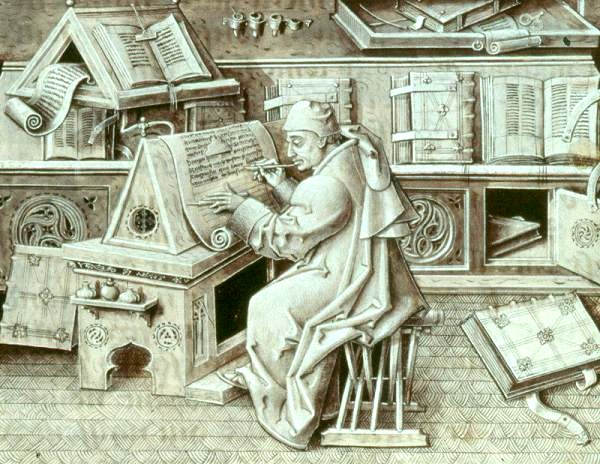
Jean Miélot, autor și scrib european

Înainte de apariția tiparului, un scrib era o persoană care scria de mână/copia cărți sau documente și care ajuta localitatea să-și țină înregistrările scrise.

## Scribi din Mesopotamia
Scribii din Mesopotamia (sau dubsar) reprezentau un grup privilegiat și restrâns de experți. Ei aveau sarcina de a redacta și de a citi textele. În vederea acestui lucru, un scrib trebuia să învețe ani și ani la rând sutele de semne cuneiforme, de multe ori polivalente. Scribii nu doreau să se răspândească cultura și să-și piardă privilegiile, de aceea cu trecerea timpului scrierea cuneiformă nu s-a simplificat, ci dimpotrivă, s-a complicat și mai rău în anumite momente.

## Scribi egipteni

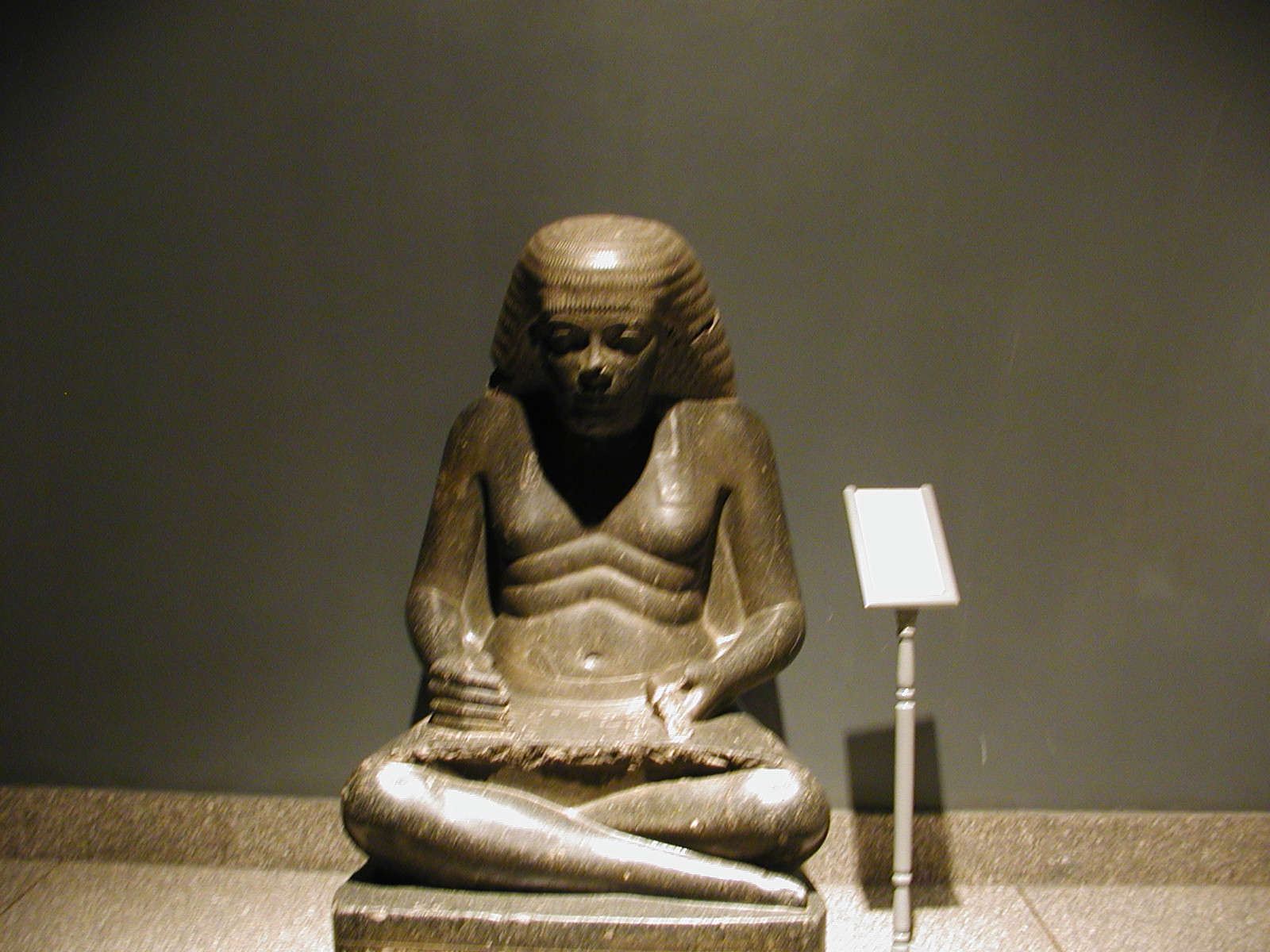
Scrib egiptean cu un sul din papirus

Scribii egipteni sau sesh obișnuiau să refolosească papirusurile, conștienți de valoarea acestora. Ei ștergeau unele texte mai mult sau mai puțin bine, așa zisele palimpseste. Cele mai multe texte care au supraviețuit din antichitate sunt astfel de manuscrise șterse și rescrise. Scribul punea pe genunchi papirusul desfăcându-l din sulurile legate și aranjate cu grijă, apoi își înmuia penelul (o tulpină de trestie macerată la vârf) într-un mic vas cu apă pentru a dilua cerneala sau culoarea preparată din elemente naturale prin adăugarea gumei de lipit: negrul de fum era folosit pentru obținerea cernelii negre (folosită la majoritatea textelor), din ocru (oxid de fier extras din argila din Egipt) se obținea cerneală roșie (folosită la sublinierea și încadrarea unor părți ale textului - din latinescul ruber „roșu” derivă termenul modern rubrică).
Scribul avea și o pânză, un cuțit de răzuit și un instrument de renetezire a suprafeței șterse. Uneori aceste obiecte aveau sfori care erau agățate la centură.
Ca și în Mesopotamia, în Egipt scribii erau privilegiați și considerați superiori celor care nu știau a scrie și a citi. Instruirea lor cerea ani lungi de ucenicie, costa foarte mult și era disponibilă fiilor familiilor înstărite.
În lucrarea Satira meseriilor (de la începutul mileniului al II-lea î.Hr.) apar laude la adresa meseriei de scrib spre deosebire de alte meserii. Se pune o atenție deosebită acestei meserii, mai ales asupra aspectului politic: scribul era prima celulă a birocrației, pe clasa scribilor se sprijinea un stat puternic centralizat așa cum era Egiptul faraonic. Scribii nu erau însă destinați doar aparatului administrativ, ci și celui al sacerdoțiilor și al înțelepților, cărora li se încredința transmiterea mai departe a cunoștințelor. Scribii formau, într-un sens mai larg, o clasă de literați ce a permis înflorirea culturii de nivel înalt, disciplinele literare ocupând un loc însemnat, scribii fiind considerați primii scriitori din istoria umanității.

## Scribi la vechii evrei
La vechii evrei, scribii erau cărturari care tălmăceau cărțile lui Moise și interpretau poporului normele juridice.